# Труханівська вулиця (історична)
Труха́нівська ву́лиця — зникла вулиця міста Києва, що існувала в робітничому селищі на Трухановому острові. Пролягала від Харківської вулиці до кінця забудови поблизу Матвіївської затоки.
Прилучалися Чигиринська та Полтавська вулиці.

## Історія
Виникла 1907 року під час розпланування селища на Трухановому острові, під назвою Катеринославська. На картах 1929–1930 років позначена під назвою Дніпропетрівська, у списку вулиць 1940 року — Єкатеринославська, на карті 1941 року — вулиця Даніліна, на німецькій карті 1943 року — Труханівська. Восени 1943 року при відступі з Києва німецькі окупанти спалили селище на острові, тоді ж припинила існування вся вулична мережа включно із Труханівською вулицею.
У 2001 році доти безіменній дорозі, що проходить Трухановим островом, було присвоєно назву — Труханівська вулиця, яка, проте, пролягає відносно далеко від траси давньої вулиці Труханівської.